# Tetsuo Sugamata
Tetsuo Sugamata (菅又 哲男 Sugamata Tetsuo?,  nacido el 29 de noviembre de 1957 en Tochigi) es un exfutbolista japonés que se desempeñaba como defensa.
Sugamata jugó 23 veces para la Selección de fútbol de Japón entre 1978 y 1984. Sugamata fue elegido para integrar la selección nacional de Japón para los Juegos Asiáticos de 1982.

## Trayectoria

### Clubes
| Club    | País  | Año         |
| ------- | ----- | ----------- |
| Hitachi | Japón | 1980 - 1987 |

### Selección nacional
| Selección | País  | Año         |
| --------- | ----- | ----------- |
| Absoluta  | Japón | 1978 - 1984 |

## Estadística de equipo nacional
| Selección de Japón | Selección de Japón | Selección de Japón |
| Año                | Part.              | Goles              |
| ------------------ | ------------------ | ------------------ |
| 1978               | 1                  | 0                  |
| 1979               | 0                  | 0                  |
| 1980               | 7                  | 0                  |
| 1981               | 3                  | 0                  |
| 1982               | 6                  | 0                  |
| 1983               | 5                  | 0                  |
| 1984               | 1                  | 0                  |
| Total              | 23                 | 0                  |

## Palmarés

### Distinciones individuales
| Distinción                  | Año  |
| --------------------------- | ---- |
| Japan Soccer League Best XI | 1980 |
| Japan Soccer League Best XI | 1982 |